# Cristina Chiuso
Cristina Chiuso (San Donà di Piave, 25 de diciembre de 1973) es una deportista italiana que compitió en natación, especialista en el estilo libre.
Ganó dos medallas de plata en el Campeonato Europeo de Natación, en los años 2000 y 2008, y una medalla de plata en el Campeonato Europeo de Natación en Piscina Corta de 2005.
Participó en cuatro Juegos Olímpicos de Verano, entre los años 1992 y 2008, ocupando el octavo lugar en Sídney 2000, en el relevo 4 × 100 m libre.

## Palmarés internacional
| Campeonato Europeo                  | Campeonato Europeo       | Campeonato Europeo | Campeonato Europeo |
| Año                                 | Lugar                    | Medalla            | Prueba             |
| ----------------------------------- | ------------------------ | ------------------ | ------------------ |
| 2000                                | Helsinki (Finlandia)     | Medalla de plata   | 4 × 100 m libre    |
| 2008                                | Eindhoven (Países Bajos) | Medalla de plata   | 4 × 100 m libre    |
| Campeonato Europeo en Piscina Corta |                          |                    |                    |
| Año                                 | Lugar                    | Medalla            | Prueba             |
| 2005                                | Trieste (Italia)         | Medalla de plata   | 50 m libre         |